# Меликян, Хачатур Беглярович
Хачатур Беглярович Меликян (1911 — 8 января 1942) — советский военный, участник Великой Отечественной войны, Герой Советского Союза (1942).

## Биография

Табличка на Обоянской Аллее Боевой Славы.

Хачатур Меликян родился в 1911 году в селе Заглик Елизаветпольской губернии, в семье армянского крестьянина.
После окончания семи классов учёбы переехал в город Грозный работать. Там он окончил педагогический техникум, после чего снова вернулся в Заглик.
В 1935 году был призван в Красную Армию и служил командиром взвода. Демобилизован в 1937 году. Второй раз Хачатур Меликян был призван в армию в 1939 году, а в 1940 году он назначается сначала заместителем командира роты, а потом командиром роты.
В Великой Отечественной войне участвовал с первых дней. Благодаря смелым и отважным действиям, рота под командованием лейтенанта Хачатура Меликяна с честью выполняла разные задачи командования, не раз в начале войны попадая в окружение, выходила из него. Благодаря своим командирским способностям, лейтенант Меликян скоро был назначен командиром батальона. На счету батальона Меликяна множество уничтоженных и пленённых вражеских солдат и офицеров, захваченной военной техники и оружия.
В ходе Курско-Обоянской наступательной операции 5 января 1942 года батальон Меликяна совершил глубокий рейд по немецким тылам и первым с боями вышел на подступы к городу Обоянь. Через три дня, 8 января Хачатур Меликян погиб смертью храбрых в боях за город.
Хачатур Беглярович Меликян был похоронен в городе Обоянь, за освобождение которого вёл свой последний бой.
Указом Президиума Верховного Совета СССР «О присвоении звания Героя Советского Союза начальствующему составу Красной Армии» от 5 ноября 1942 года за «образцовое выполнение боевых заданий командования на фронте борьбы с немецкими захватчиками и проявленные при этом отвагу и геройство» лейтенанту Хачатуру Меликяну было присвоено звание Героя Советского Союза (посмертно).

## Награды
- Медаль «Золотая Звезда» Героя Советского Союза;
- орден Ленина (5.11.1942).